# Нижні Юраші
Нижні Юраші́ (рос. Нижние Юраши) — присілок в Граховському районі Удмуртії, Росія.

## Населення
Населення — 199 осіб (2010; 267 у 2002).
Національний склад станом на 2002 рік:
- удмурти — 88 %

## Урбаноніми[3]
- вулиці — Кірова, Черемушки